# Roanne (affluent de la Meurthe)
Pour les articles homonymes, voir Roanne (homonymie).
La Roanne est une petite rivière française qui coule dans le département de Meurthe-et-Moselle en région Grand Est. C'est un affluent de la Meurthe en rive droite, donc un sous-affluent du Rhin par la Moselle. Elle est référencée par le service d'administration national des données et référentiels sur l'eau (SANDRE) avec le code A6910300.

## Géographie

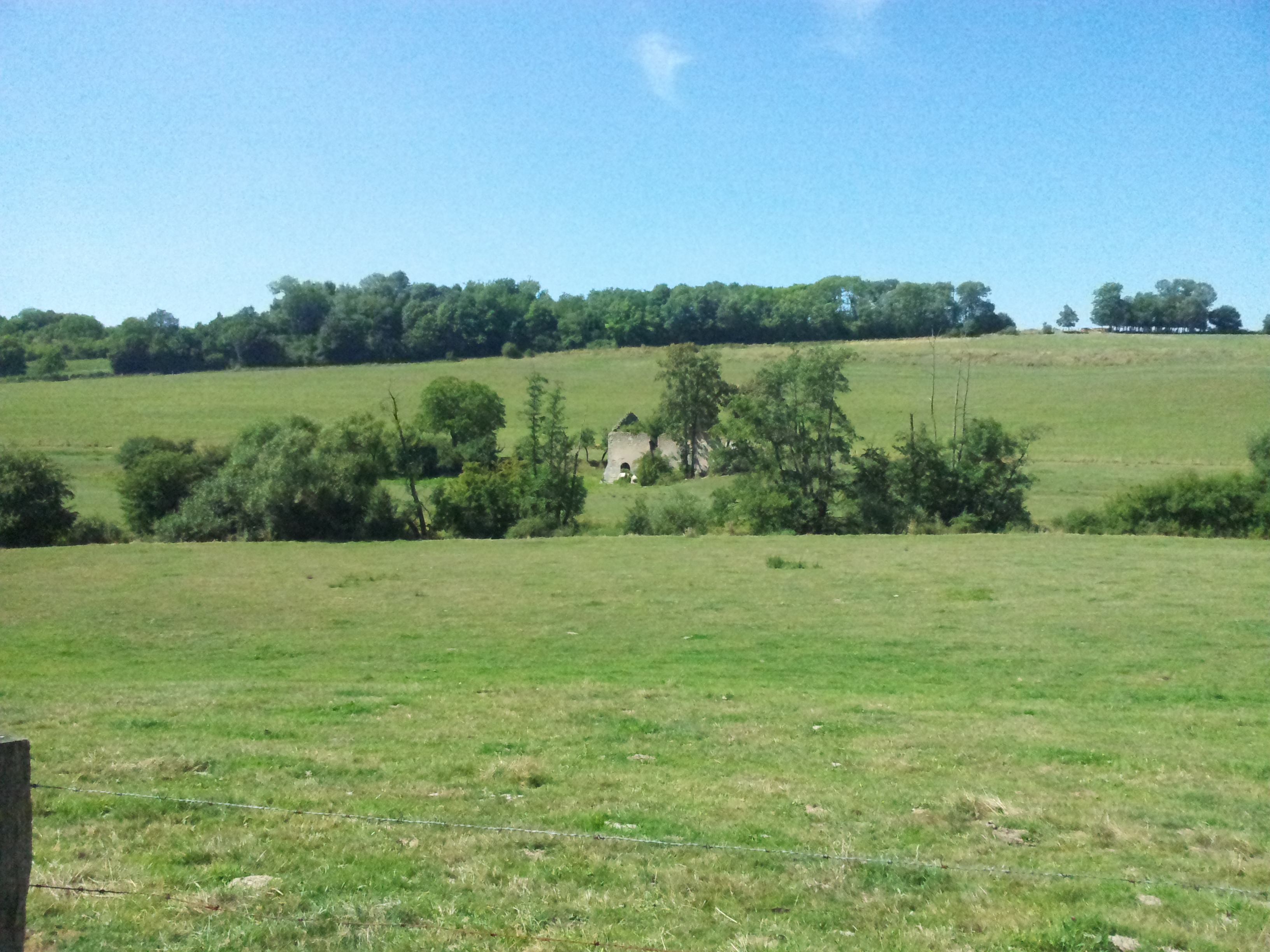
Vallée de la Roanne entre Varangéville et Lenoncourt.On devine les ruines de l'ancien moulin de Lenoncourt

De 15,9 km de longueur, elle naît à l'est de Courbesseaux et au sud d'Hoëville, à 261 m d'altitude.
Sur la carte de Mercator, elle est coupée par un vaste étang qui recouvre partiellement les territoires de Buissoncourt et d'Haraucourt. De nombreux lieux-dits de ce secteur font référence à cet étang aujourd'hui asséché.
Elle arrose Courbesseaux, Gellenoncourt, Réméréville, Buissoncourt, Haraucourt, Lenoncourt, Varangéville, passe sous le canal de la Marne au Rhin et se jette dans la Meurthe en rive droite à Saint-Nicolas-de-Port, au lieu-dit Pré de Rouanne, 201 m d'altitude.

### Hydronymie
Sur le plan du cadastre de Haraucourt de 1808, la rivière s'appelle la Rouanne.  Dans sa publication de 1838, Antoine-Sébastien Guerrier nomme cette rivière La Rouenne. Sur la carte militaire du 9 octobre 1918 (référence archives militaires GR6MLVIBIB192), elle est nommée « La Pissotte » depuis la Meurthe jusqu'à son entrée sur le territoire de Buissoncourt. Les habitants de Buissoncourt la nommaient ainsi au début du XXe siècle. Aujourd'hui, elle s'appelle « ruisseau d'Hoéville » dans sa partie la plus haute.

## Hydrologie
La Roanne traverse une seule zone hydrographique 'La Roanne' (A691) de 78 km2 de superficie.

## Histoire

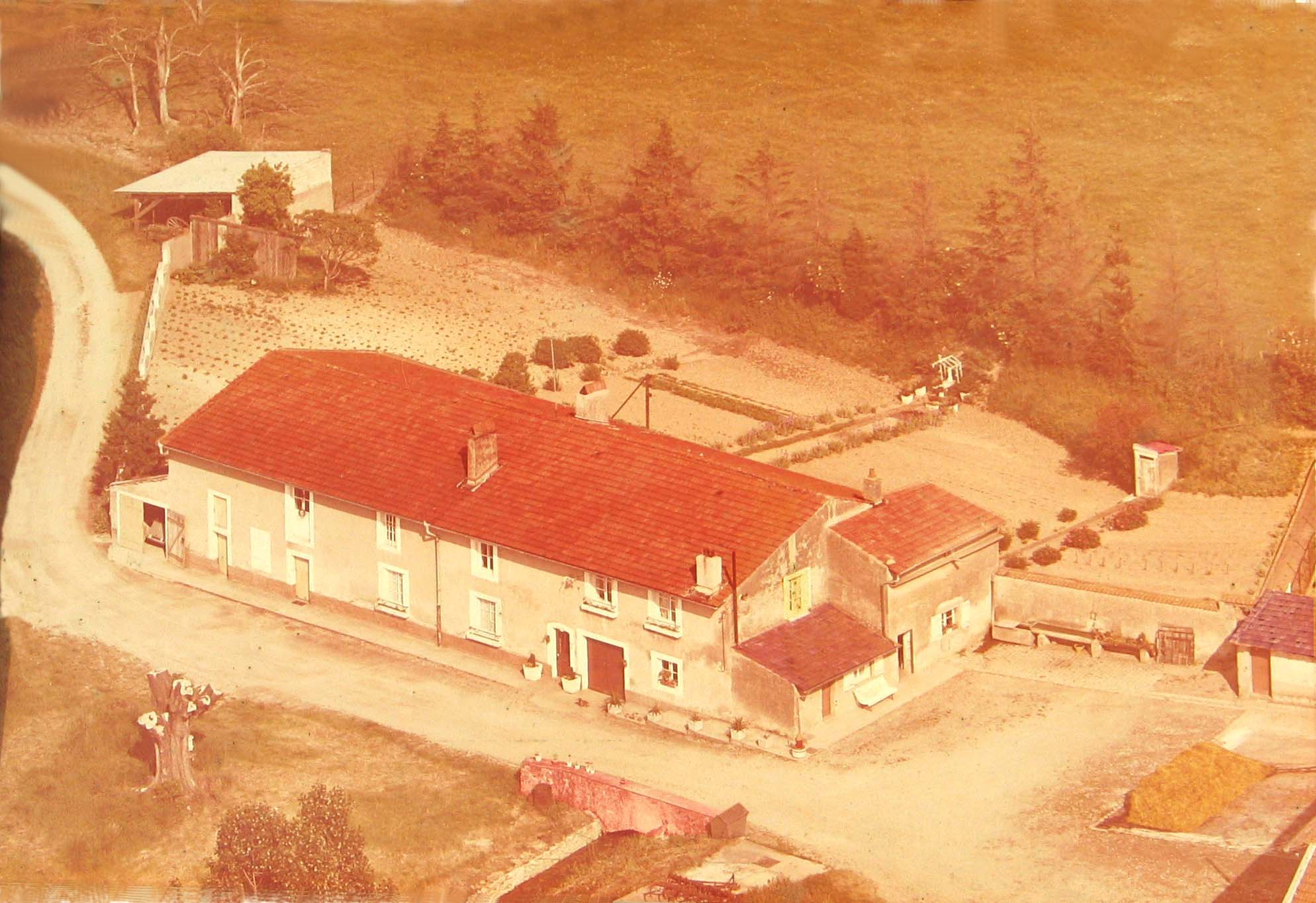
moulin de la Borde sur la rive gauche de la Roanne, démoli depuis 1984

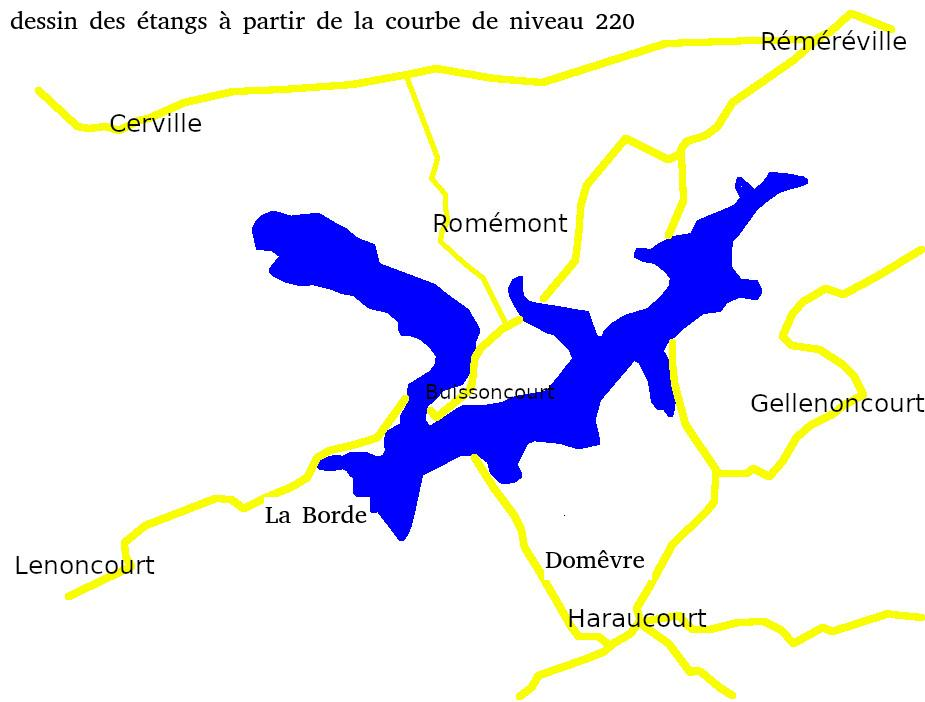

Du XIIe au XVIIe siècle, la partie de la Roanne sur les territoires de Buissoncourt et d'Haraucourt était ennoyé dans un vaste étang. La digue principale  était située en amont immédiat du pont actuel sur la Roanne, sur la route communale qui relie Buissoncourt à Varangéville. De nombreux lieux-dits sur ces communes font référence à l'étang. En 1289, Bouchart évêque de Metz et Ferri duc de Lorraine font un accord stipulant que l'étang restait entre les mains du duc (le village Buissoncourt appartenait à l'évêque de Metz). Dans un acte de 1623, le duc de Lorraine Henri vend l'étang pour 80 000 livres à son neveu le prince de Phalsbourg . 
Il y eut deux moulins directement alimentés par la Roanne : celui de Lenoncourt dont les ruines sont encore visibles ; celui d'Haraucourt que l'on appelait le moulin de la Borde. Le moulin de Réméréville, parfois appelé vainmoulin, était très proche de la Roanne mais alimenté par le  ruisseau de l'Embannie, un affluent de la Roanne.

## Caractéristiques minéralogiques et algologiques

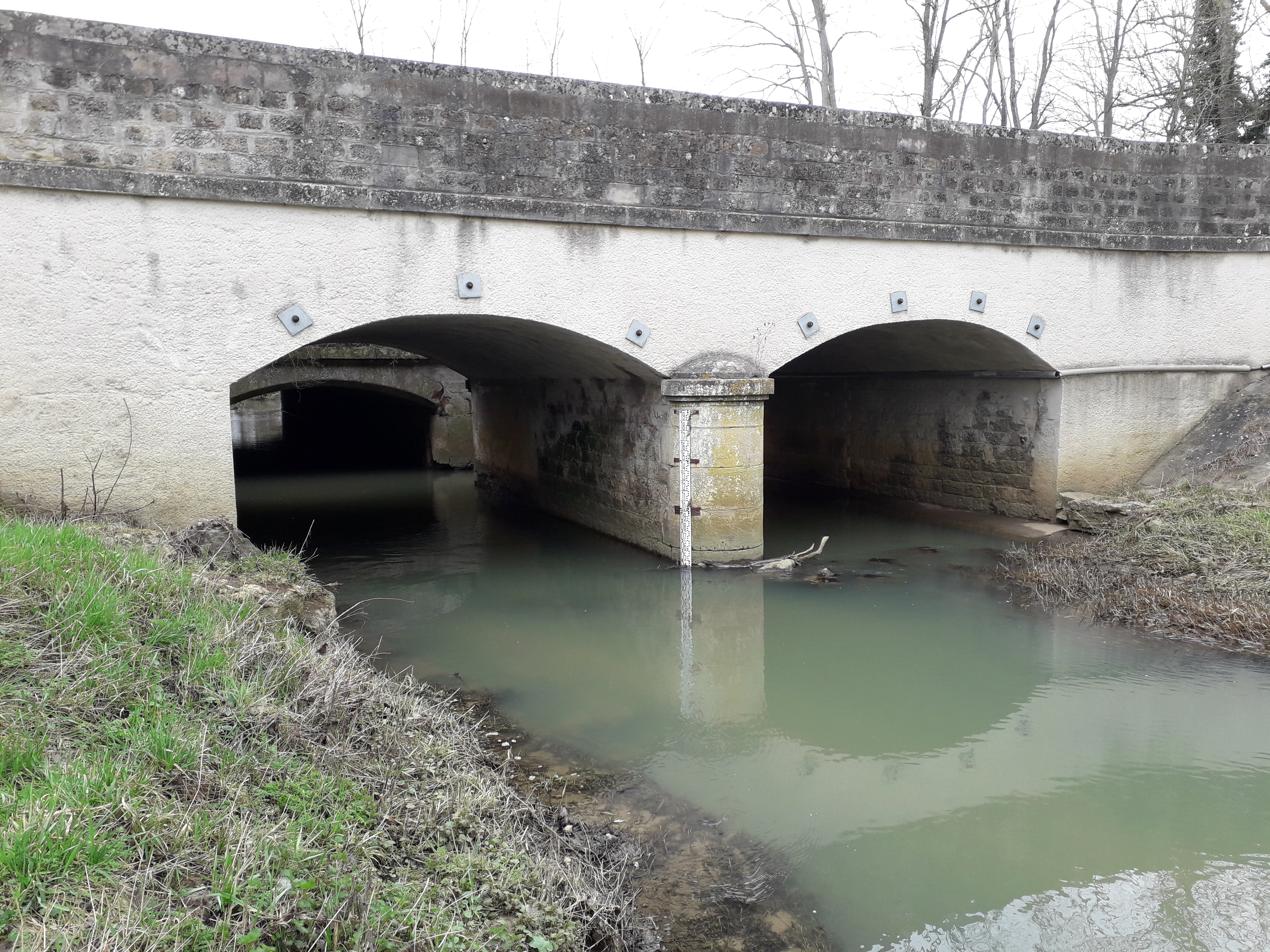
pont de la Roanne sous la RD2. En 2e plan, on aperçoit l'arche du pont sous le canal de la Marne au Rhin qui précède un 3e pont, celui du chemin de fer

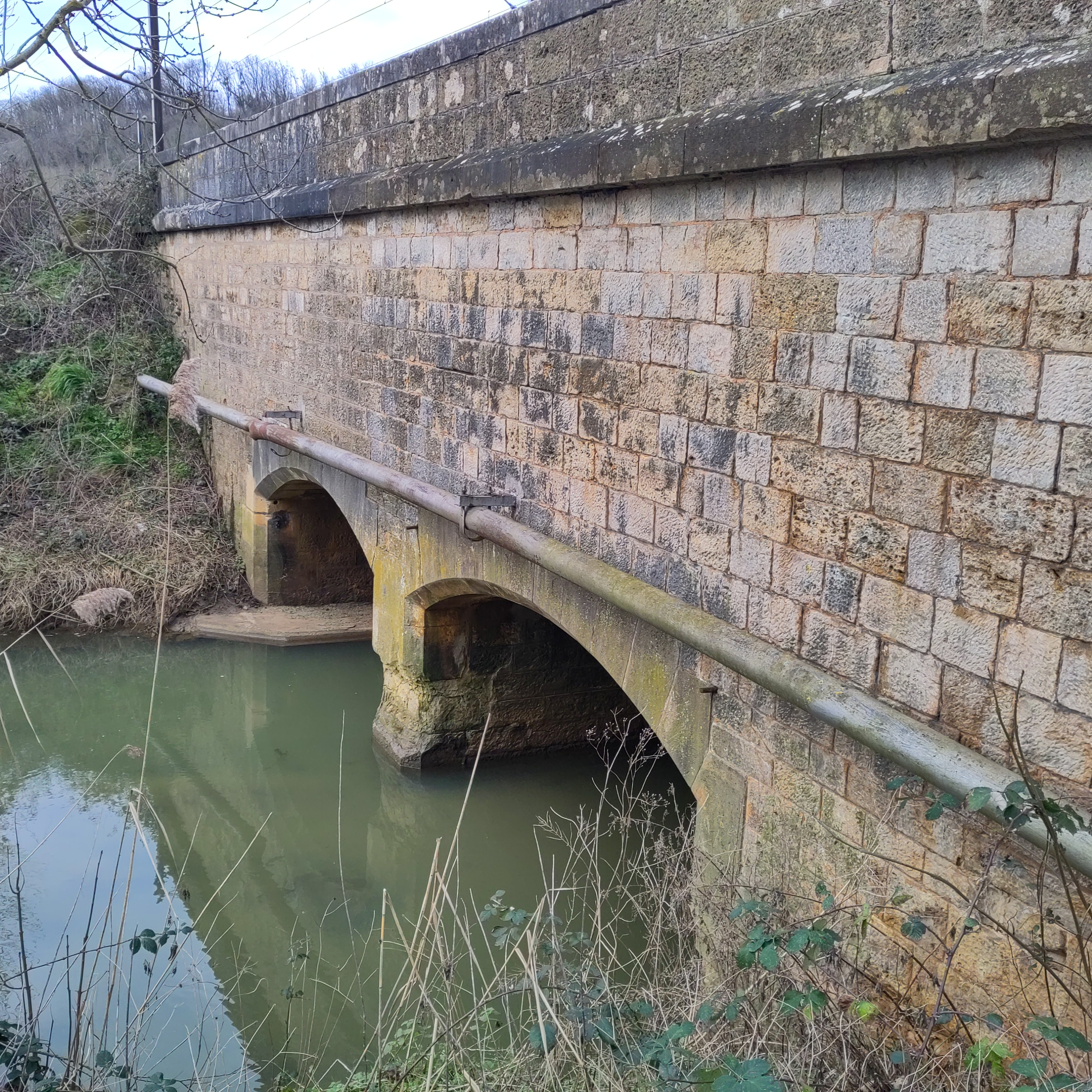
La Roanne sous la voie ferrée Paris-Strasbourg à Varangéville

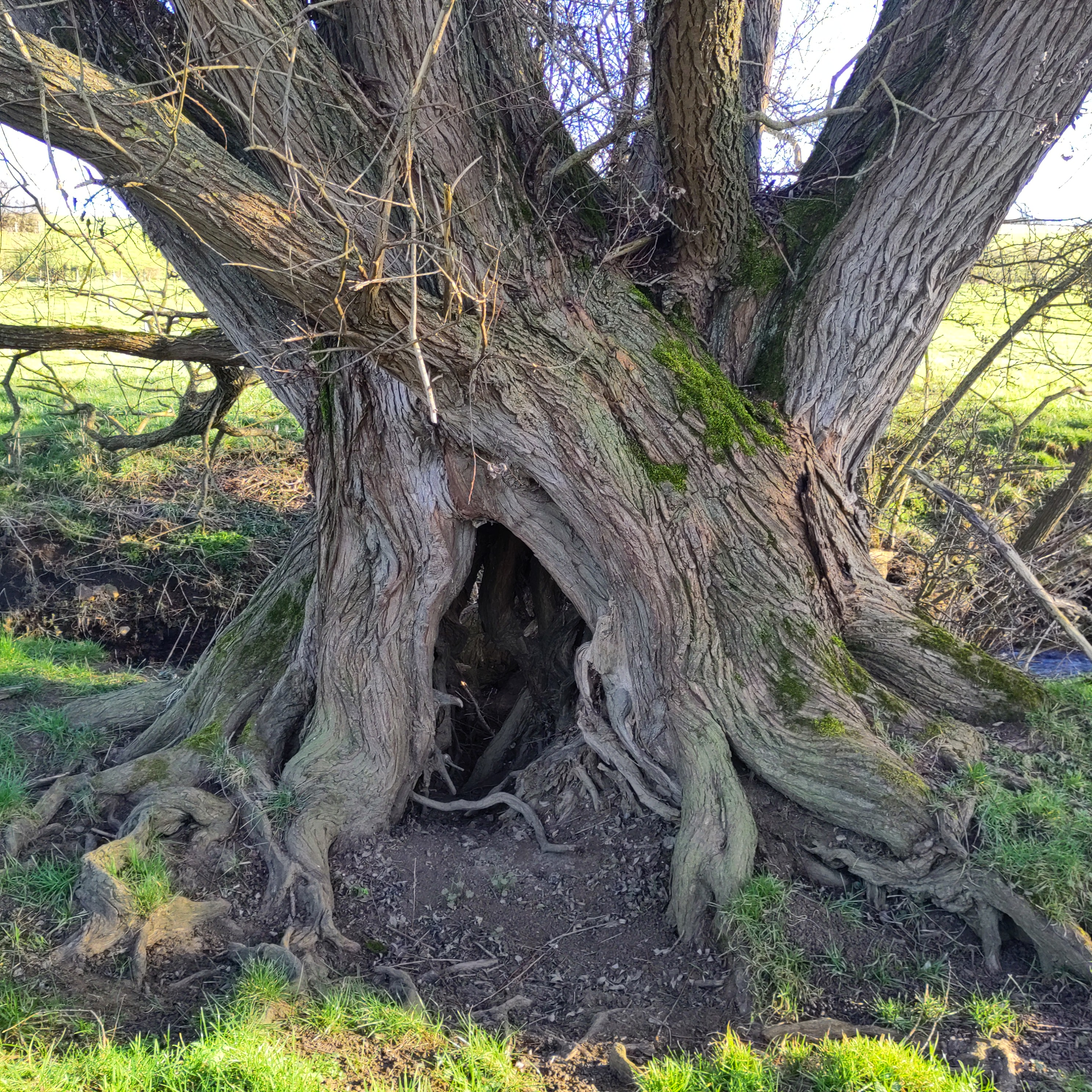
Territoire de Lenoncourt, saule majestueux en bordure de Roanne

La Roanne descend d'un plateau liasique et transporte par conséquent des limons de calcaires argileux. Dans la seconde partie de son cours, elle se charge de sel du fait du lessivage des dépôts keupériens de son bassinla référence est une affirmation insuffisamment argumentée[réf. nécessaire].
Comme la Seille et le Sânon, la Roanne présente alors des eaux à forte teneur en sel, entre 0,2 et 7 grammes par litre. Cette particularité n'a cependant pas donné lieu à une exploitation historique comme le briquetage de la Seille ce qui fait douter de l'origine naturelle de ce phénomène. L'absence de plante halophile avant l'exploitation du sel gemme renforce encore ces doutes, ainsi que la grande profondeur des premières trace de sel.
Du fait de cette salinité, la Roanne possède une flore halophile spécifique, avec de nombreuses espèces d'algues identiques à celles trouvées dans la Seille.
L'origine de la salinité de la Meurthe et de la Roanne soulevait déjà des passions au XIXe siècle comme on peut le voir à travers ce compte-rendu du Conseil Général de Meurthe-et-Moselle. Plusieurs documents affirment que la salinité de la Roanne est connue depuis longtemps mais aucun ne cite de référence sérieuse. 
La salicorne, plante halophile souvent citée comme témoin des milieux salins, est aujourd'hui bien représentée sur les bords de la Roanne mais curieusement, elle n'est présente qu'à proximité des sites d'exploitation du sel. On n'en trouve pas en amont ce qui est curieux pour une « rivière naturellement salée » ? 
En 1844, donc avant l'exploitation industrielle du gisement salin, dans un ouvrage botanique qui fait référence, le Docteur Godron fait mention de cette plante dans les communes lorraines de Lindres, Vic, Moyenvic, Marsal, Kochenren, Château-Salins, Rosbruck, Sarralbe et Salzbronn ; mais il ne parle pas de plante halophile à proximité de la Roanne alors qu'il a exploré son vallon. 
Selon le forage 02307X0180/S, on observe que la couche de sel est beaucoup plus profonde sous la Roanne que sous la Seille ou le Sânon. les premières traces de sel apparaissent à 151 mètres, ce qui est de nature à remettre en cause un lessivage par le lit de la Roanne.

### Pollution industrielle
En 2005 sur le bassin versant gauche de la Roanne, l'aménagement foncier a cartographié onze zones de terres salées par les fuites du saumoduc qui traverse le territoire de Haraucourt. La responsabilité de la pollution a été reconnue en son temps par l'exploitant qui a indemnisé les propriétaires.

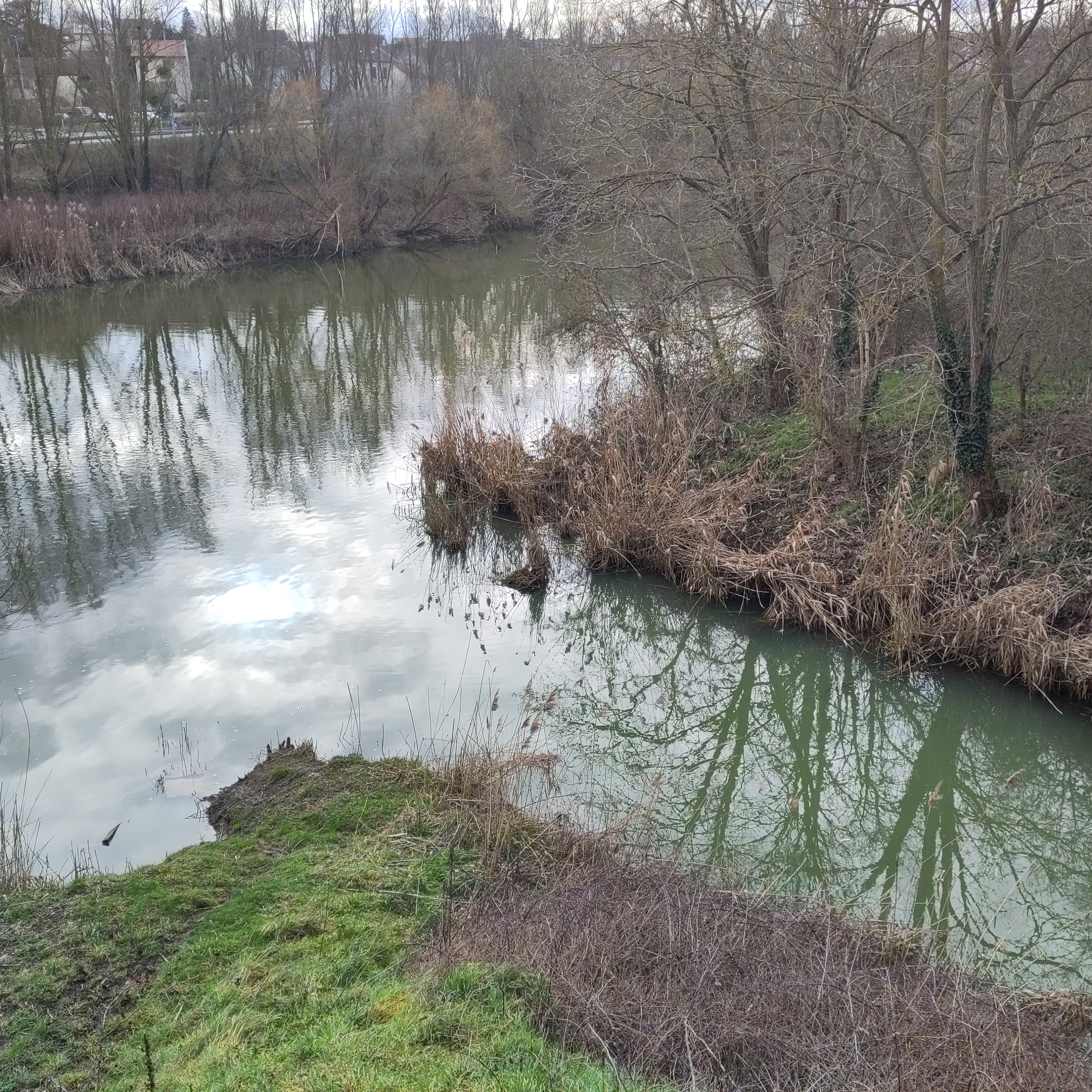
la Roanne à sa confluence

Les zones d'herbe grillée qui apparaissent sur les photos IGN, le long de la Roanne, sont des résurgences de saumure pour certaines, et des fuites d'un autre saumoduc pour les autres. Leur apparition est récente et consécutive à l'exploitation du sel. L'une d'entre elles, sur le territoire de Buissoncourt, fait l'objet d'un suivi régulier.
Sur les photos aériennes, on peut voir de nombreuses zones grises ou jaunâtres dans la prairie qui borde la Roanne. Elles sont autant de marques de salinité anormale. Le dernier accident majeur date d'août 2017. Il a détruit la faune et la majeure partie de la flore sur plusieurs kilomètres. Aujourd'hui encore, en 2020, on peut voir les saules et les peupliers morts. Un constat de gendarmerie a conclu à la responsabilité de l'industriel mais aucune sanction ni remise en état n'a été mise en place.

### Pollution domestique
Les communes de Lenoncourt, Buissoncourt, Haraucourt, Gellenoncourt et Réméréville, situées dans le bassin versant de la Roanne sont équipées de stations d'épurations modernes. La qualité de l'eau de la Roanne s'est nettement améliorée depuis le début du XXIe siècle. La Communauté de communes du Grand-Couronné a mis sur pied un projet de renaturation des berges. 

## Vallon de la Roanne
Le vallon de la Roanne, en amont immédiat de route départementale numéro 2, est l'un des sites classés et inscrits de Meurthe-et-Moselle. Cette zone est située partiellement sur les territoires de Lenoncourt et de Varangéville. Elle fait l'objet d'une fiche descriptive officielle et détaillée.